# Franz Stangl
Franz Stangl (Altmünster, 26 maart 1908 – Düsseldorf, 28 juni 1971) was een Oostenrijks officier in de SS en een oorlogsmisdadiger. Hij was namens de SS tot 1942 kampcommandant van het vernietigingskamp Sobibór en werd daarna commandant van het vernietigingskamp Treblinka.
Stangl werd in 1967, mede door de activiteiten van nazi-jager Simon Wiesenthal, getraceerd in Brazilië, waar hij in een Volkswagen-fabriek in de regio van São Paulo (stad) werkte. Daarop werd hij uitgeleverd aan Duitsland. Hij werd in 1970 veroordeeld tot een levenslange  gevangenisstraf wegens medeplichtigheid aan de moord op negenhonderdduizend mensen. Franz Stangl overleed in 1971 op 63-jarige leeftijd in de gevangenis aan een hartinfarct, enkele uren nadat hij een laatste interview met Gitta Sereny had voor het boek De duisternis tegemoet (Uitgeverij Het Spectrum 2001, ISBN 978 90 274 1332 1).

## Lidmaatschapsnummers
- NSDAP-nr.: 6370 447 (lid geworden 1931)
- SS-nr.: 296 569 (lid geworden maart 1938)

## Onderscheidingen
- Ehrenwinkel der Alten Kämpfer
- Julleuchter der SS